# Eduard Hein

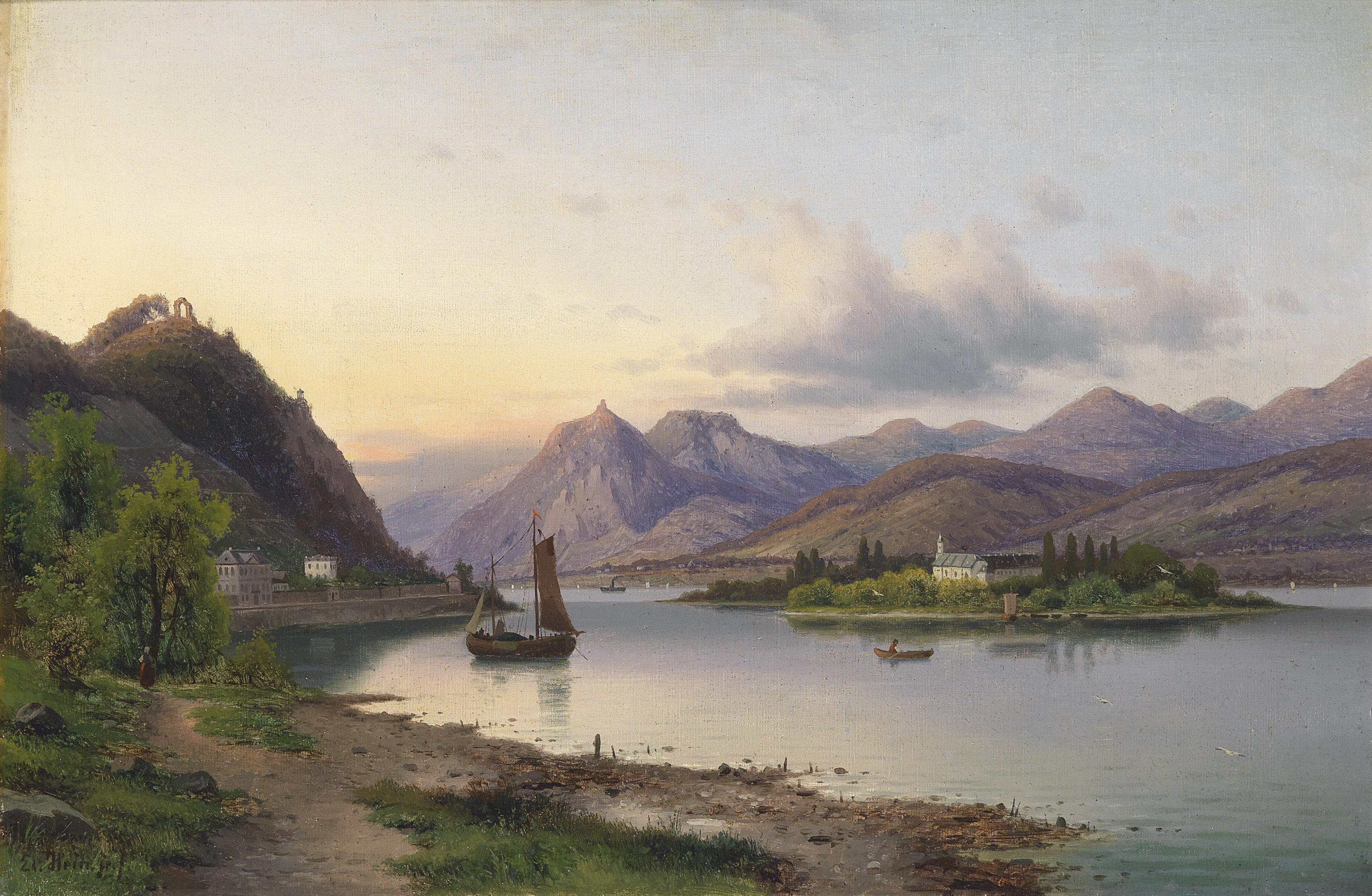
Eduard Hein: Nonnenwerth

Eduard Hein, auch Eduard Hein der Jüngere (* 8. November 1849 in Köln; † 23. April 1917 in Freiburg im Breisgau), war ein deutscher Landschaftsmaler der Düsseldorfer Schule.

## Leben

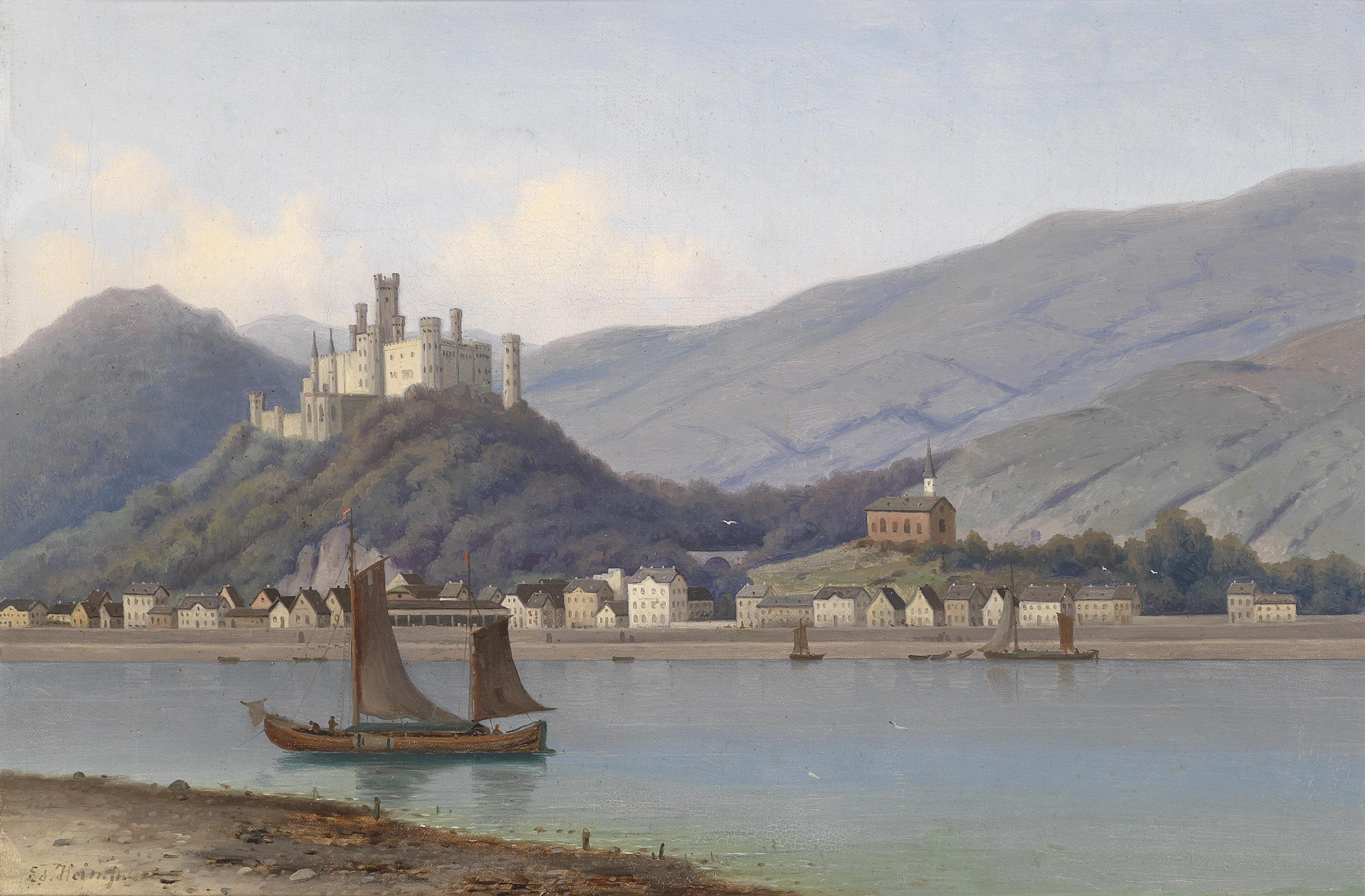
Eduard Hein: Schloss Stolzenfels

Eduard Hein war ein in Düsseldorf tätiger Landschaftsmaler. Seine Malerei behandelte Sujets der Rheinromantik, stimmungsvolle Winterlandschaften und alpine Gebirgsmotive.
Er wurde am 8. November 1849 in Köln als Sohn des Bonner Schusters Eduard Hein (1824–nach 1889) und der Dienstmagd Ida Brinckmann (auch: Brinkmann) aus Niedermerz (1815–1889) geboren. Die Eltern gingen erst am 2. Januar 1851 die Ehe ein. Der Vater wechselte bald den Beruf und bereits in der Geburtsurkunde der Tochter Antoinette Cunigunda ein Jahr später bezeichnete er sich nun als Maler.
Eduard Hein heiratete 1876 in Düsseldorf Sophie Holländer (* 1850 in Niedermerz), die bereits zwei Jahre später verstarb. 1883 ehelichte er in Düsseldorf Maria Elisabeth Klems (* 1860 in Spiel/Kreis Jülich). Hein starb 1917 im Alter von 67 Jahren in Freiburg im Breisgau.